# 南陽公主 (西晉)
南陽公主（?—?），晋朝公主，司马懿与张春华之女，她和晋景帝司马师、文帝司马昭、平原王司馬榦同母。晋朝建立后被封为南阳公主，但荀霬妻为司马师、司马昭之妹，而《南阳长公主诔》有“言告言归，作合于荀”语，可见荀霬妻即南阳公主。生子荀恺、荀悝。